# Banc d'Olot
El Banco de Olot fou una entitat financera establerta a Olot el 1922 al carrer de Sant Rafel, 24 i que va romandre actiu fins al 1930, quan fou absorbit per una altra entitat financera, el Banc de Catalunya.

## Història
El Banc d'Olot va iniciar les seves activitats com a societat anònima el 2 d'octubre de 1922, aprofitant l'espai i plaça que havia deixat el Banc de Terrassa, tal com va fer constar el notari Vicente Capdevila i Boloix.
Va arribar a estar associat a 40 bancs establerts a Catalunya, Aragó i València i amb 4 de França.
Va formar part de la Federació de la Banca local de Catalunya, per intentar esquivar el domini dels bancs barcelonins.
L'1 de gener de 1930 va ser adquirit pel Banc de Catalunya, però va continuar operant amb la seva mateixa marca. L'anunci de l'adquisició deia "Tenim el gust d’anunciar als nostres amics i al públic en general la propera obertura d’aquesta sucursal, en el local del Banc d’Olot, a quina entitat succeirem a partir del primer de gener pròxim"